# Return of William Marr
Return of William Marr è un cortometraggio muto del 1912. Il nome del regista non viene riportato.

## Trama
Credendo di essere rimasta vedova, una donna si risposa. Ma il marito ritorna per ricattare la moglie.

## Produzione
Il film fu prodotto dalla Essanay Film Manufacturing Company.

## Distribuzione
Distribuito dalla General Film Company, il film - un cortometraggio in una bobina - uscì nelle sale cinematografiche statunitensi il 20 giugno 1912.